# كيمريسك
كيم ريسك هي شركة ذات مسؤولية محدودة وهي شركة استشارات علمية غير ربحيه مقرها في سان فرانسيسكو، كاليفورنيا، وهي جزء من كاردنو كيم ريسك.  مؤسس كيم ريسك ورئيسه السابق، دنيس باوستنياخ، "كان منذ فتره طويلة شاهداً خبيراً ومستشاراً كبيراً"لعشرات الشركات في الصناعات الكيميائية والطاقة والمنتجات الطبية "التي تواجه دعاوي قضائية بشأن المنتجات أو الممارسات البيئية أو سلامة المنتج. من بين عملائهم شركة بيسيفيك غاز والكهرباء(BG&E)وBP.
يستخدم كيم ريسك علم السموم وتقييم المخاطر لقياس مخاطر المواد الكيميائية في التربة والهواء والماء والغذاء والرواسب والمنتجات الاستهلاكية.
انتج باوستنباخ وشركته «صحافيون استقصائيون».

## الخلفية
باوستنباخ، الذي حصل على درجة الدكتوراه في علم السموم البيئية من جامعة بوردو في عام 1982، أنشأ كيم ريسك في عام 1985، ومقره في سان فرانسيسكو، كشركة استشارات بيئية. باستخدام نماذج التقييمات المتعلقة بالمخاطر الصحية، قامت شركة كيمريسك بتحديد المخاطر الكمية للمواد الكيميائية في «الأطعمة والمياه والهواء والرواسب والتربة والمنتجات الاستهلاكية».عمل في إيلي ليلي في إنديانابوليس لمدة عامين قبل أن يحصل على درجة الماجستير في النظافة الصناعية.
ظهر المجال الجديد لتقييم المخاطر في عام 1982، والذي دمج السموم البيئية والنظافة الصناعية. أثناء عمله في مادة كيميائية في ولاية كونيتيكت في أوائل الثمانينيات، «اكتسب خبرة في كيفية تنظيم المواد الكيميائية» أثناء تفاعله مع الوكالات الفيدرالية من خلال وظيفته. ثم عمل لدى سينتيكس للصناعات الدوائية في وادي السيليكون في كاليفورنيا. عمل باوستنباخ لمدة ثلاث سنوات في مشروع يتعلق ب هيكساكلوروفين والديوكسين وهو منتج ثانوي سام.حيث تم تصنيع سداسي كلوروفين سابقًا في منشأة إنتاج في تايمز بيتش، ميزوري. «تم خلط كميات كبيرة من الديوكسين، وهو منتج ثانوي سام من سداسي كلوروفين، عن طريق الخطأ مع زيت المحرك ورشه على الطرق والأراضي في جميع أنحاء المدينة، مما خلق مسؤولية كبيرة حيث أصبح موقع النفايات السامة الأكثر وضوحًا في البلاد وأجبر سكان المدينة بالكامل على إعادة الاستقرار في مكان آخر».
وقد كتب مقاله المشترك للسموم التنظيمية وعلم الأدوية لعام 1986، مقال بعنوان «فحص نقدي للافتراضات المستخدمة في تقييمات مخاطر التربة الملوثة بالديوكسين» استجابة لأزمة تايمز بيتش بولاية ميسوري. الباحثون فيه إلى وجود «عيوب ونواقص» في تقييم مخاطر تايمز بيتش الأصلي.وأشار باوستنباخ إلى أنه منذ عام 1984، استبدلت الدراسات الافتراضات التي تم الاحتفاظ بها سابقًا بـ «أدلة كمية» جديدة حول تقدير التعرض إلى 2،3،7،8-رباعي كلورو ثنائي البنزو ديوكسين، المعروف باسم الديوكسينات.وجدت المقالة عيوبًا في دراسات وكالة حماية البيئة وتوصلت إلى أن مستويات أعلى بكثير من الديوكسينات «مقبولة للمناطق السكنية وغير السكنية».استشهدت كيم ريسك بهذه المقالة في تقرير 5 سبتمبر 1990 بتكليف من شركة هرقل.
في أوائل التسعينيات، عملت كيمريسك كقسم لشركة الهندسة البيئية والاستشارات التي تتخذ من ماكلارين / هارت هندسة الهندسة البيئية ومقرها رانشو كوردوفا. تم تعيين باوستنباخ كرئيس ومدير تنفيذي لماكلارين / هارت في عام 1993. وبحلول عام 1998، أصبحت ماكلارين / هارت - التي عملت من عام 1977 إلى عام 2000 -الشركة الحادية عشرة في مجال الهندسة البيئية في المنطقة.